# Erdenijn tobczi
Erdenijn tobczi (tłum. Drogocenna kronika) – mongolska kronika napisana przez jednego z książąt Mongolii Wewnętrznej, w krainie Ordos – Saganga Seczena, który ukończył dzieło w 1662 roku. Kronika obejmuje okres od XIII do połowy XVII wieku. Zawiera dużo wiadomości o buddyzmie tybetańskim i życiu duchowym Mongołów; na końcu znajdują się również wiersze.